# Marco Sau
Marco Sau (ur. 3 listopada 1987 w Sorgono) – włoski piłkarz grający na pozycji napastnika. Zawodnik Cagliari Calcio.